# Proaphelinoides bendovi
Proaphelinoides bendovi är en stekelart som beskrevs av Tachikawa 1984. Proaphelinoides bendovi ingår i släktet Proaphelinoides och familjen växtlussteklar. Inga underarter finns listade i Catalogue of Life.